# تانیگوچی سنکیچی
تانیگوچی سنکیچی (انگلیسی: Senkichi Taniguchi؛ ۱۹ فوریه ۱۹۱۲ – ۲۹ اکتبر ۲۰۰۷) یک کارگردان فیلم اهل ژاپن بود.